# Black Diamond
«Black Diamond» es la segunda canción del disco Visions de Stratovarius con la que sacaron un videoclip en 1997 por la compañía T&T Records. Esta canción es la más famosa de la banda y es considerada como un himno dentro del género del power metal. El diamante negro es una metáfora a la belleza de una amada. Según ha declarado el propio Timo Tolkki, compositor de la canción, el título y la música fueron inspirados por su perro Rape, de raza collie barbudo. Y por su parte, el vocalista Timo Kotipelto escribió la letra inspirándose en una mujer japonesa de identidad desconocida. 
En 2012 fue publicado un videoclip en vivo para el nuevo DVD de la banda Under Flaming Winter Skies - Live in Tampere en calidad Blu-Ray. Se grabó el 19 de noviembre de 2011 en Tampere, una de las ciudades con mayor público amante del metal en Finlandia y fue editado por la compañía de discos Edel Music. Fue el último videoclip de la banda en el que participó el baterista Jorg Michael.

## Listado de canciones
1. «Black Diamond» - 5:39
2. «The Kiss of Judas» - 5:49
3. «The Kiss of Judas» (Demo Versión) - 5:41
4. «We Hold the Key» (Live) - 7:53
5. «4th Reich» (Live) - 5:52

## Personal
- Timo Kotipelto - voz
- Timo Tolkki - guitarra
- Jari Kainulainen - Bajo
- Jens Johansson - Teclados
- Jörg Michael - Batería